# Claudine Talon
Claudine Talon, née Claudine Gbènagnon, est une personnalité publique béninoise, épouse de Patrice Talon président de la République du Bénin depuis le 6 avril 2016.

## Biographie
Née en 1957 à Porto-Novo, elle participe à la vie politique du pays à côté de Patrice Talon à travers sa fondation. Après une longue absence médiatique, Claudine Talon réapparaît publiquement le 26 mars 2021 quelque temps avant l’élection présidentielle.

## Œuvres caritatives
À la suite de l'élection de son époux à la présidence de la République du Bénin, elle crée la Fondation Claudine Talon, qui a pour mission d'améliorer les conditions de vie des femmes et des enfants en situation difficile, l'accès à l'eau potable et à des installations sanitaires pour la population. Elle vise aussi l’amélioration de la qualité de l’éducation des enfants et l'autonomisation des femmes défavorisées,.